# Томе-ла-Сонь
Томе́-ла-Сонь (фр. Thomer-la-Sôgne) — колишній муніципалітет у Франції, у регіоні Нормандія, департамент Ер. Населення — 319 осіб (2011).
Муніципалітет був розташований на відстані близько 90 км на захід від Парижа, 60 км на південь від Руана, 13 км на південь від Евре.

## Історія
До 2015 року муніципалітет перебував у складі регіону Верхня Нормандія. Від 1 січня 2016 року належав до нового об'єднаного регіону Нормандія.
1 січня 2016 року Томе-ла-Сонь, Аврійї i Корней було об'єднано в новий муніципалітет Шамбуа.

## Демографія
Динаміка населення (INSEE ):
Розподіл населення за віком та статтю (2006):
| Стать | Всього | До 15 років | 15-24 | 25-44 | 45-64 | 65-85 | Понад 85 |
| --- | ------ | ----------- | ----- | ----- | ----- | ----- | -------- |
| Чоловіки | 148    | 48          | 12    | 36    | 36    | 16    | 0        |
| Жінки | 152    | 4           | 24    | 32    | 60    | 28    | 4        |
| \| Статево-вікова піраміда \| Статево-вікова піраміда \| Статево-вікова піраміда \| \| ----------------------- \| ----------------------- \| ----------------------- \| \| Чоловіки \| Вік \| Жінки \| \| 0 \| 85 + \| 4 \| \| 0 \| 80-84 \| 8 \| \| 0 \| 75-79 \| 4 \| \| 12 \| 70-74 \| 4 \| \| 4 \| 65-69 \| 12 \| \| 8 \| 60-64 \| 8 \| \| 12 \| 55-59 \| 24 \| \| 12 \| 50-54 \| 16 \| \| 4 \| 45-49 \| 12 \| \| 8 \| 40-44 \| 8 \| \| 12 \| 35-39 \| 12 \| \| 12 \| 30-34 \| 0 \| \| 4 \| 25-29 \| 12 \| \| 4 \| 20-24 \| 8 \| \| 8 \| 15-20 \| 16 \| \| 20 \| 10-14 \| 0 \| \| 12 \| 5-9 \| 4 \| \| 16 \| 0-4 \| 0 \| |        |             |       |       |       |       |          |
| Статево-вікова піраміда |        |             |       |       |       |       |          |
| Чоловіки | Вік    | Жінки       |       |       |       |       |          |
| 0 | 85 +   | 4           |       |       |       |       |          |
| 0 | 80-84  | 8           |       |       |       |       |          |
| 0 | 75-79  | 4           |       |       |       |       |          |
| 12 | 70-74  | 4           |       |       |       |       |          |
| 4 | 65-69  | 12          |       |       |       |       |          |
| 8 | 60-64  | 8           |       |       |       |       |          |
| 12 | 55-59  | 24          |       |       |       |       |          |
| 12 | 50-54  | 16          |       |       |       |       |          |
| 4 | 45-49  | 12          |       |       |       |       |          |
| 8 | 40-44  | 8           |       |       |       |       |          |
| 12 | 35-39  | 12          |       |       |       |       |          |
| 12 | 30-34  | 0           |       |       |       |       |          |
| 4 | 25-29  | 12          |       |       |       |       |          |
| 4 | 20-24  | 8           |       |       |       |       |          |
| 8 | 15-20  | 16          |       |       |       |       |          |
| 20 | 10-14  | 0           |       |       |       |       |          |
| 12 | 5-9    | 4           |       |       |       |       |          |
| 16 | 0-4    | 0           |       |       |       |       |          |

## Економіка
2010 року серед 211 осіб працездатного віку (15—64 років) 156 були активними, 55 — неактивними (показник активності 73,9%, у 1999 році було 77,9%). З 156 активних мешканців працювали 142 особи (77 чоловіків та 65 жінок), безробітними було 14 (10 чоловіків та 4 жінки). Серед 55 неактивних 17 осіб було учнями чи студентами, 30 — пенсіонерами, 8 були неактивними з інших причин.

У 2010 році в муніципалітеті числилось 131 оподатковане домогосподарство, у яких проживали 323,5 особи, медіана доходів виносила 22 422 євро на одного особоспоживача